# Провулок Олени Ковальчук
Прову́лок Оле́ни Ковальчу́к — зниклий провулок, що існував у Дарницькому районі міста Києва, місцевість Позняки. Пролягав від вулиці Олени Ковальчук.

## Історія
Провулок виник у першій половині XX століття (не пізніше кінця 1930-х років) під назвою Рибальський, з 1955 року — провулок Передовиків. Назву провулок Олени Ковальчук, на честь радянської медсестри, киянки, яка загинула під час німецько-радянської війни, провулок набув 1963 року.
Ліквідований у 1980-ті роки в зв'язку з частковим знесенням забудови села Позняки та переплануванням місцевості.